# Aleksandrowo (Przasnysz)
Pour les articles homonymes, voir Aleksandrowo.
Aleksandrowo (prononciation : [alɛksanˈdrɔvɔ]) est un village polonais de la gmina de Chorzele dans le powiat de Przasnysz de la voïvodie de Mazovie dans le centre-est de la Pologne.

## Histoire
De 1975 à 1998, le village appartenait administrativement à la voïvodie d'Ostrołęka.